# 吉永純
吉永 純（よしなが じゅん、1986年12月8日 - ）は、日本の元AV女優。
身長:171cm。スリーサイズ:B90・W59・H89。血液型:O型。

## 略歴・人物
2007年11月にビデオメーカー・BEAUTYの専属モデルとしてAVデビューし、3本の作品に出演した。

## 出演作品

### アダルトビデオ
- 現役有名国立大生モデルデビュー （2007年11月25日、BEAUTY） ※デビュー作
- 現役有名国立大生の潮吹きFUCK （2007年12月25日、BEAUTY）
- 現役有名国立大生の連続イカセFUCK （2008年1月25日、BEAUTY）